# Стрибки з трампліна на зимових Олімпійських іграх 2018 — великий трамплін, командна першість (чоловіки)
Змагання зі стрибків з великого трампліна в командній першості серед чоловіків на зимових Олімпійських іграх 2018, пройшли 19 лютого за участю 48 спортсменів з 12 країн. 

## Медалісти
| Золото                                                                                     | Срібло                                                                    | Бронза                                                           |
| Норвегія · Даніель-Андре Танде · Андреас Стьєрнен · Йоганн-Андре Форфанг · Роберт Юганссон | Німеччина · Карл Гайгер · Штефан Ляє · Ріхард Фрайтаг · Андреас Веллінгер | Польща · Мацей Кот · Стефан Гуля · Давід Кубацький · Каміль Стох |

## Результати
|       |                        |                                                                                                  | Round 1                 | Round 1                       | Round 1 | Final round   | Final round | Final round | Total  |
| Місце | Номер                  | Країна                                                                                           | Дистанція (м)           | Очки                          | Місце   | Дистанція (м) | Очки        | Місце       | Очки   |
| ----- | ---------------------- | ------------------------------------------------------------------------------------------------ | ----------------------- | ----------------------------- | ------- | ------------- | ----------- | ----------- | ------ |
| 1     | 12 12–1 12–2 12–3 12–4 | Норвегія · Даніель-Андре Танде · Андреас Стьєрнен · Йоганн-Андре Форфанг · Роберт Юганссон       | 136.0 133.0 132.5 137.5 | 545.9 141.8 134.6 132.3 137.2 | 1       |               | 552.6       | 1           | 1098.5 |
| 2     | 11 11–1 11–2 11–3 11–4 | Німеччина · Карл Гайгер · Штефан Ляє · Ріхард Фрайтаг · Андреас Веллінгер                        | 136.0 128.0 134.5 140.0 | 543.9 139.4 124.1 134.5 145.9 | 2       |               | 531.8       | 2           | 1075.7 |
| 3     | 10 10–1 10–2 10–3 10–4 | Польща · Мацей Кот · Стефан Гуля · Давід Кубацький · Каміль Стох                                 | 129.5 130.0 138.5 139.0 | 540.9 128.3 129.8 139.7 143.1 | 3       |               | 531.5       | 3           | 1072.4 |
| 4     | 9 9–1 9–2 9–3 9–4      | Австрія · Штефан Крафт · Мануель Феттнер · Грегор Шліренцауер · Міхаель Гайбек                   | 133.5 122.5 127.5 133.5 | 493.7 131.8 109.9 118.0 134.0 | 4       |               | 484.7       | 4           | 978.4  |
| 5     | 8 8–1 8–2 8–3 8–4      | Словенія · Єрней Дам'ян · Анже Семенич · Тилен Бартол · Петер Превц                              | 126.5 125.0 129.5 134.5 | 492.4 118.9 116.5 120.6 136.4 | 5       |               | 475.4       | 5           | 967.8  |
| 6     | 7 7–1 7–2 7–3 7–4      | Японія · Таку Такеуті · Дайкі Іто · Норіакі Касай · Рьою Кобаясі                                 | 124.0 126.0 124.0 132.5 | 475.5 113.6 117.6 112.2 132.1 | 6       |               | 465.0       | 6           | 940.5  |
| 7     | 6 6–1 6–2 6–3 6–4      | Спортсмени-олімпійці з Росії · Олексій Ромашов · Денис Корнилов · Михайло Назаров · Євген Климов | 117.5 122.0 115.0 123.0 | 409.6 99.4 108.6 90.6 111.0   | 7       |               | 400.2       | 7           | 809.8  |
| 8     | 5 5–1 5–2 5–3 5–4      | Фінляндія · Давіде Бресадола · Андреас Аламоммо · Яркко Мяяття · Антті Аалто                     | 122.5 117.0 118.0 115.0 | 397.5 109.7 97.3 97.6 92.9    | 8       |               | 392.9       | 8           | 790.4  |
| 9     | 3 3–1 3–2 3–3 3–4      | США · Кезі Ларсон · Вільям Роудс · Майкл Гласдер · Кевін Бікнер                                  | 111.5 107.5 113.0 131.0 | 377.2 85.7 80.4 86.4 124.7    | 9       |               |             |             |        |
| 10    | 4 4–1 4–2 4–3 4–4      | Чехія · Віктор Полашек · Войтех Штурса · Честмир Кожішек · Роман Коуделька                       | 116.0 107.0 111.5 124.0 | 370.1 95.7 78.3 84.6 111.5    | 10      |               |             |             |        |
| 11    | 2 2–1 2–2 2–3 2–4      | Італія · Федеріко Чекон · Давіде Бресадола · Себастьян Коллоредо · Алекс Інсам                   | 102.0 114.0 115.0 122.5 | 364.5 69.7 94.9 94.3 105.6    | 11      |               |             |             |        |
| 12    | 1 1–1 1–2 1–3 1–4      | Південна Корея · Кім Хьон Кі · Пак Че Он · Choi Heung-chul · Чой Се У                            | 102.5 81.5 110.5 115.0  | 274.5 68.8 29.4 83.3 93.0     | 12      |               |             |             |        |